# Molekulare Degradation zur Datierung organischer Stoffe
Die molekulare Degradation bzw. der molekulare Zerfall organischer Stoffe, auch  MD-Datierung genannt,  bezeichnet deren kontinuierliche Zersetzung auf molekularer Ebene. Der Zerfallsprozess beginnt, sobald sich das organische Material nicht mehr erneuert. Dieser molekulare Zerfall kann unter gewissen Umständen zur Datierung organischer Stoffe genutzt werden und ist somit für die zeitliche Einordnung z. B. archäologischer und historischer Funde interessant. Als Analysemethode wird dafür die Infrarotspektroskopie genutzt. Vorteile der Methode sind die vergleichsweise hohe Geschwindigkeit und der vergleichsweise geringe Preis, sowie die Tatsache, dass das Material beim Messen nicht zerstört wird. Damit lassen sich statistische Modelle erstellen, die das Alter von organischen Stoffe vorhersagen können. Jedes Material weist einen eigenen spezifischen Abbau auf. Neben diesen materialspezifischen Unterschieden spielen die Lagerungsbedingungen eine wesentliche Rolle. Es gibt bereits Modelle für Holz, Papier und Pergament auf Basis von Infrarotspektren.

## Molekularer Zerfallsprozess am Beispiel Holz
Im Material findet eine chemische Veränderung statt. Diese Änderung kann man mithilfe der Infrarotspektroskopie sichtbar machen. Bestimmte Molekülgruppen zeigen den molekularen Zerfall besonders gut. Bei Holz sind das beispielsweise die Acetylgruppen der Hemizellulosen. Diese Acetylgruppen gehören zu den empfindlichsten Teilen der Moleküle, daher sieht man Veränderungen hier als erstes.
Umwelteinflüsse und Lagerungsbedingungen können den Abbauprozess beeinflussen, daher ist es wichtig, diese zu kennen. Um beim Beispiel Holz zu bleiben: der Abbauprozess beginnt bereits im lebenden Baum. Holz weist einen vergleichbaren molekularen Zerfall auf, wenn es in kaltem Wasser gelagert oder Bestandteil von Konstruktionsholz (Bauholz) war. In Salz gelagertes Holz verändert sich jedoch anders (Salzbergwerke).

## Ablauf der Datierung am Beispiel Holz
Mit Hilfe des molekularen Zerfallsprozesses lässt sich auf das Alter des organischen Materials schließen. Die Fourier-Transform-Infrarot-Spektroskopie hat sich als gute Analysemethode erwiesen, um die chemischen Veränderungen über die Zeit festzustellen.
Bei der Infrarotspektroskopie werden durch Infrarotlicht Schwingungen im Material erzeugt. Aus der Intensität des transmittierten oder reflektierten Lichtes kann man Rückschlüsse auf die molekulare Zusammensetzung des Materials ziehen. Als Ergebnis erhält man ein Infrarotspektrum, in dem die Absorbanz bzw. Transmission in Abhängigkeit von der Wellenlänge abgebildet sind. Die Absorbanz bei einer bestimmten Wellenlänge lässt sich bestimmten Molekülen zuordnen. Einige dieser Stoffe verändern sich stärker über die Zeit als andere (s. o.). Diese werden dann zur Analyse des Alterungsprozesses herangezogen.
Um ein Modell erstellen zu können werden, muss ein Kalibrationsdatensatz zusammengestellt werden mit Proben, bei denen Materialtyp, Lagerungsbedingungen und auch das Alter bekannt sind. Bei Holz dient meist die Dendrochronologie als Referenzmethode. Von diesem Kalibrationsdatensatz können nun die Infrarotspektren aufgenommen und mit den bekannten Datierungsergebnissen zusammengeführt werden.
Wenn das Modell mit genügend Daten gespeist wurde, kann bei einer noch nicht datierten Probe die Messung mittels Infrarotspektroskopie durchgeführt werden. Durch die Anwendung des Modells kann für das Alter ein Vorhersageintervall geschätzt werden. Aktuell verwendete statistische Methoden sind die PLS-Regression und Random-Forest-Modelle. Die Modellqualität wird z. B. mit dem Root Mean Square Error (RMSE) angegeben. Dieser gibt die Vorhersagegenauigkeit des Modells an. An einem Holzobjekt ist es unter Umständen möglich, Mehrfachmessungen durchzuführen, um so die Vorhersagegenauigkeit zu erhöhen.
Im Vergleich zu anderen gängigen Datierungsmethoden, wie der 14C-Methode oder bei Holz die Dendrochronologie weist die Datierung mittels des molekularen Zerfallsprozesses einige Vorteile auf. Dazu gehören der geringe Kostenaufwand und die hohe Messgeschwindigkeit. Dadurch können auch sehr große Probenumfänge mit überschaubarem Aufwand gemessen werden.
Restriktionen
- die Lagerungsbedingungen müssen ausreichend gut bekannt sein und es müssen entsprechende validierte Modelle zur Verfügung stehen
- Schädigung des Materials durch beispielsweise Pilzbefall

## Spezifika verschiedener Materialien hinsichtlich chemischer Unterschiede und Lagerungsbedingungen
|           | Chemische Materialunterschiede bzw. Einflussgrößen | Lagerungsbedingungen bzw. Einflussgrößen |
| --------- | --- | --- |
| Holz      | z. B. durch verschiedene Baumarten, verschiedene Teile (Stamm-, Ast-, Wurzelholz) | Bauholz, kalt oder temperiert wassergelagertes Holz, trocken in Wüsten gelatertes Holz, salzgelagertes Holz, Moorholz etc.                                                                                              |
| Stroh     | z. B. durch verschiedene Teile im Stroh (Halm, Knoten, Spreite, Grannen, …) | im Lehmbau Entfernung zur Außenseite |
| Rinde     | ähnliche Produkte wie bei Holz | ähnliche Produkte wie bei Holz |
| Papier    | verschiedene Produktionsprozesse | im Allgemeinen abhängig vom Archiv, der Bibliothek |
| Pergament | ggf. Tierart und Position im Fell | hauptsächlich in Bibliotheken und Archiven gefunden, aber auch teilweise im archäologischen Kontext |
| Leder     | Herstellungsunterschiede und ggf. Tierart und Position im Fell | in sehr unterschiedlichem Kontext, z. B. als Buch in Bibliotheken, als Bekleidung oder Gebrauchsgegenstand in verschiedenen archäologischen Kontexten (Lagerungsbedingungen dann ähnlich wie bei der Holzkonservierung) |
| Knochen   | Collagenverteilung abhängig von Knochenart bzw. Position des Messpunktes innerhalb des Knochens | aktueller Forschungsbedarf |
| Haar      | Spezies, im Detail auch durch unterschiedliche Haartypen | aktueller Forschungsbedarf |
| Kohle     | Spezialfall, weil es im Zuge der Alterung weniger zu einer Degradation im eigentlich Sinne kommt, sondern zu Oxidationsprozessen und damit zu einer Anreicherung mit Sauerstoff, sowie nachfolgender Anreicherung reaktiverer Molekülteile, entscheidend für die chemische Definition des Ausgangsmaterials ist der Pyrolysegrad | aktueller Forschungsbedarf |
| Bernstein | Herkunft bzw. Harzanteil | Klima und Geochemie des umgebenden Sediments |

## Anwendungsbeispiele
- Archäologischen Funde
- Bauforschung (z. B.: alte Kirchendachstühle, Adobebauten)
- Historische Manuskripte, Bibliotheks- und Archivmaterial
- Forensik
- Paläoökologie